# 恰日寺
參數所指定的目標頁面不存在，建議更正成存在頁面或直接建立下列一個頁面（建立前請先搜尋是否有合適的存在頁面可以取代）：
- 恰日寺 (迭部县)

恰日寺，位于西藏自治区那曲地区比如县香曲乡，是一座藏传佛教宁玛派寺院。

## 简介
恰日寺位于比如县香曲乡东北部，是藏传佛教宁玛派寺院，创建于1588年。比如县境内的恰日寺、曲德寺、贡萨寺、帕拉金塔、白嘎寺、桑达寺、达摩寺、热登寺、比如寺、卓那寺、热钦寺均是比如县文物保护单位。
恰日寺地处比如县、索县、边坝县交界处，索曲河、那曲河（怒江上游）交汇之处，平均海拔4000米，交通不便，极少有游客。恰日寺前的一座吊桥是该寺和外界的唯一通道，桥下江水湍急。恰日寺位于山上，寺庙建筑宏伟。21世纪初，恰日寺有60位僧人，恰日寺民管会主任是加色·贡桑丹增（那曲地区佛协常务副会长）。恰日寺的夏季法会上，僧人们在该寺下面的草地上搭帐篷，每日在帐篷里诵经礼佛、吃饭。帐篷是用八种吉祥图案依次构成。夏季法会期间，僧人还举办抱大石比赛、拔河比赛之类的活动。
2012年9月，政府对那曲地区比如县恰日寺通寺公路工程进行了招标。